# Шванталерхёэ (станция метро)
«Шванталерхёэ» (нем. Schwanthalerhöhe) — станция Мюнхенского метрополитена, расположенная на линии  и  между станциями «Хаймеранплац» и «Терезиенвизе». Станция находится в районе Шванталерхёэ (нем. Schwanthalerhöhe).

## История
Открыта 10 марта 1984 года в составе участка «Вестендштрассе» — «Карлсплац (Штахус)». До 23 мая 1998 года станция называлась «Мессегелэнде» (нем. Messegelände), после переноса выставочного павильона «Мюнхен» в район Трудеринг-Рим (нем. Trudering-Riem), её переименовали именем района, в котором она находится.

## Архитектура и оформление
Однопролётная станция мелкого заложения, планировались архитекторами Гроскопф (нем. Großkopf) и Шнецер (нем. Schnetzer). Потолок и путевые стены облицованы панелями серебристого цвета комбинируемого с жёлто-зелёными и жёлто-синими фигурами на стенах. Имеет два выхода по обоим концам платформы. Примерно на высоте человеческого роста по всей путевой стене проходит жёлтая полоса. В восточном торце платформы расположен лифт.

## Таблица времени прохождения первого и последнего поезда через станцию

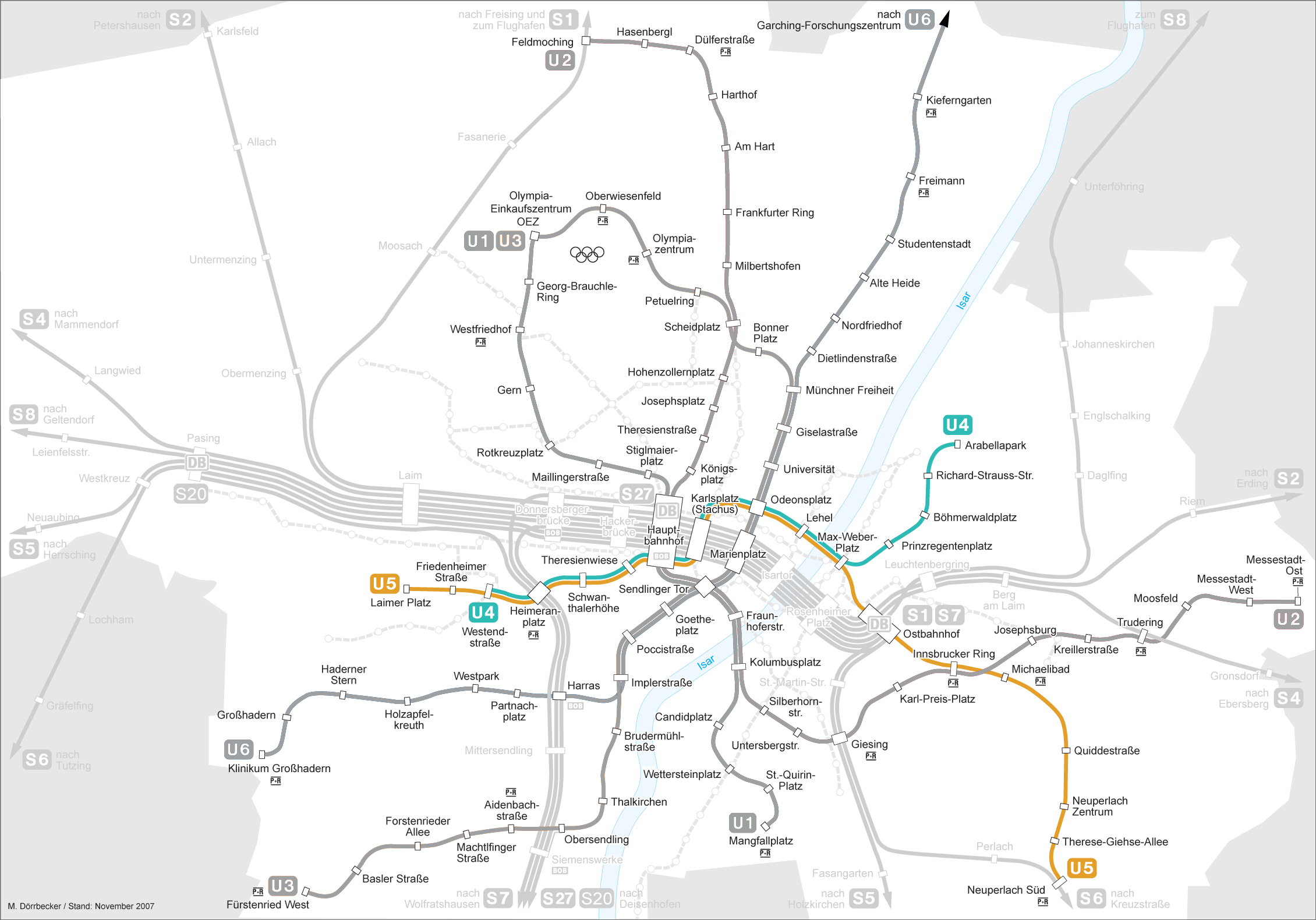
Сеть линий и мюнхенского метро

|                                  | Воскресенье — Четверг (ч:мм) | Пятница — Суббота (ч:мм) |
|                                  | первый                       |                          |
| последний                        |                              |                          |
| В сторону станции «Хаймеранплац» | 4:38                         | 4:38                     |
| В сторону станции «Хаймеранплац» | 1:20                         | 2:20                     |
| В сторону станции «Терезиенвизе» | 4:26                         | 4:26                     |
| В сторону станции «Терезиенвизе» | 1:08                         | 2:08                     |

## Пересадки
Проходят автобусы следующих линий: 53 и 134.
| Предыдущая станция | Расстояние | Линия | Расстояние | Следующая станция |
| ------------------ | ---------- | ----- | ---------- | ----------------- |
| Хаймеранплац       | 671 м      |       | 927 м      | Терезиенвизе      |
| Хаймеранплац       | 671 м      |       | 927 м      | Терезиенвизе      |